# Naturschutzgebiet Espey
Das Naturschutzgebiet Espey mit einer Größe von 3,4 ha liegt beim Hof Hebbecke südwestlich von Bracht im Stadtgebiet von Schmallenberg. Das Gebiet wurde 2008 mit dem Landschaftsplan Schmallenberg Nordwest durch den Hochsauerlandkreis als Naturschutzgebiet (NSG) ausgewiesen.

## Gebietsbeschreibung
Beim NSG handelt es sich um eine Bergkuppe mit Heide und Wald. Die brach gefallene Heide ist mit einzelnen Schwarzkiefern und Wacholder bestockt. Im Westen des NSG befindet sich ein ehemaliger Niederwald mit Rotbuchen. 

## Pflanzenarten im NSG
Im NSG kommen seltene Tier- und Pflanzenarten vor. Auswahl durch das Landesamt für Natur, Umwelt und Verbraucherschutz Nordrhein-Westfalen dokumentierter Pflanzenarten: Besenheide, Blutwurz, Borstgras, Dreizahn, Harzer Labkraut, Heidelbeere, Preiselbeere, Rotes Straußgras, Rot-Schwingel und Rundblättrige Glockenblume.

## Schutzzweck
Das NSG soll die Heide und den Waldbereich mit seinem Arteninventar schützen.
Wie bei allen Naturschutzgebieten in Deutschland wurde in der Schutzausweisung darauf hingewiesen, dass das Gebiet „wegen der Seltenheit, besonderen Eigenart und Schönheit des Gebietes“ zum Naturschutzgebiet wurde.